# Jean-Baptiste Ernest Lacombe
Jean-Baptiste Ernest Lacombe (Biarritz, Segundo Imperio Francés; 19 de octubre de 1854 - Bouliac, Tercera República Francesa; 30 de septiembre de 1922) fue un prominente arquitecto francés del siglo XIX, diplomado en la Escuela de Bellas Artes en 1884. Arquitecto de diversos monumentos históricos, fue nombrado oficial de la Academia en 1901.
Hijo de Jean Antoine Prosper Lacombe, arquitecto, y de Clémence Salles. 
Muere el 30 de septiembre de 1922 en su castillo de Laverge en Bouliac, cerca de Burdeos.

## Principales obras
En Biarritz :
- Église Sainte Eugénie.
- Arceaux Lacombe (1910).
- Villa "Bidartea".

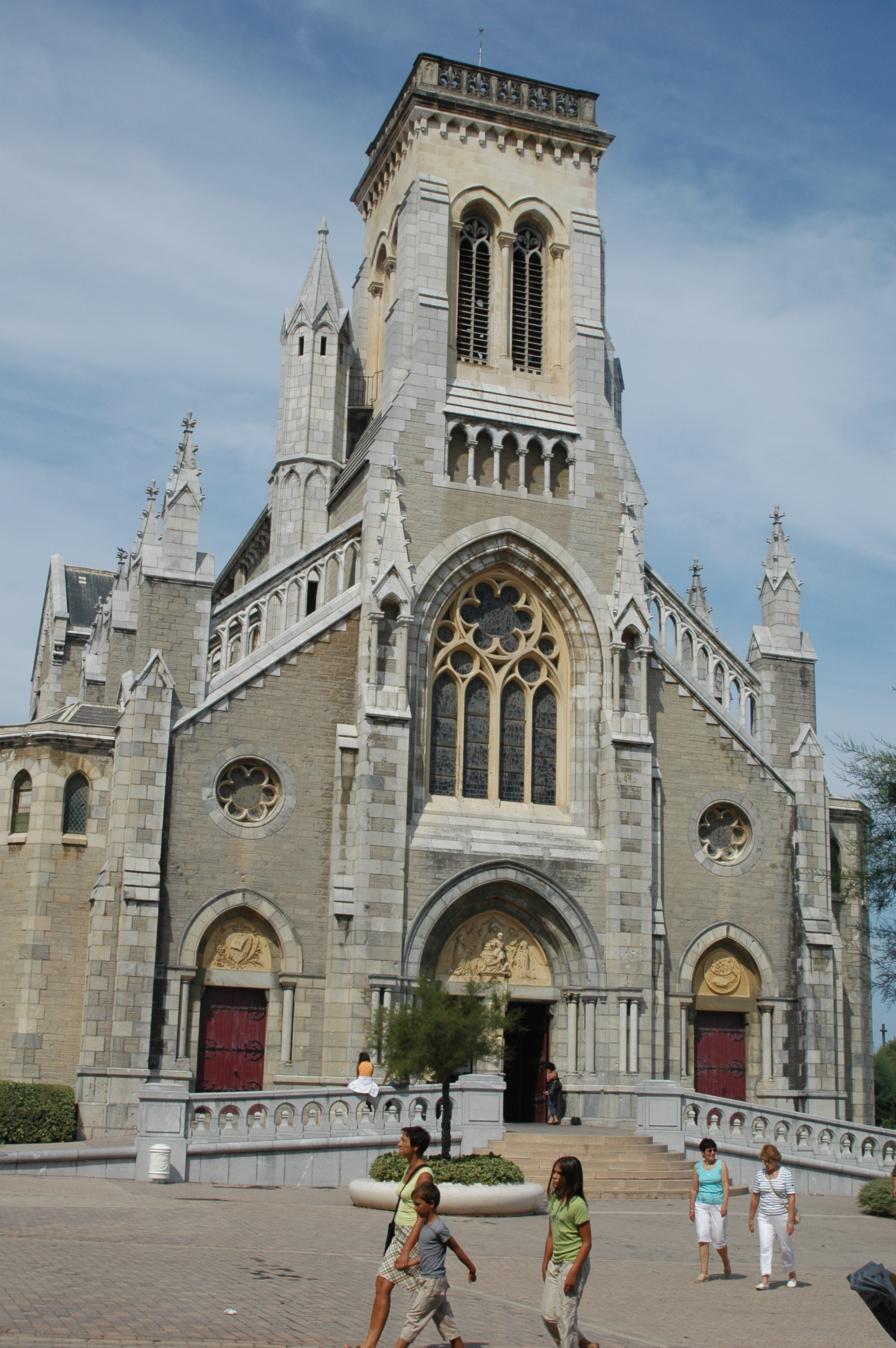
Biarritz, iglesia de Santa Eugenia.

En Burdeos colabora en trabajos con el arquitecto de la ciudad, Charles Durant.
- Biblioteca municipal (el actual tribunal regional de cuentas).
- Chambre de commerce
- Facultad de derecho.
- Hospicios civiles.
- Gran teatro de Burdeos.
- Inpsector general de los trabajos de la facultad de medicina. En Arcangues.
- Castillo del Bosquecillo (Château du Bosquet, 1905). En Orthez.
- Castillo de Château de Préville.